# Муратхан Мунган
Муратхан Мунган (нар. 21 квітня 1955, Стамбул, Туреччина) — турецький письменник та поет.

## Життєпис
Муратхан Мурган народився 21 квітня 1955 року в Стамбулі, закінчив Університет Анкари та почав працювати драматургом. 1980 року випустив поетичну збірку «Історії про османів» (тур. Osmanlıya Dair Hikayat), яка принесла йому популярність.

## Особисте життя
Як відкритий гей Муратхан Мунган часто асоціюється з турецьким ЛГБТ-рухом як гей-ікона.